# Dicranomyia (Dicranomyia) lorettae
Dicranomyia (Dicranomyia) lorettae is een tweevleugelige uit de familie steltmuggen (Limoniidae). De soort komt voor in het Palearctisch gebied.